# Shintarō Kokubu
Shintarō Kokubu (jap. 國分 伸太郎, Kokubu Shintarō; * 31. August 1994 in der Präfektur Okayama) ist ein japanischer Fußballspieler.

## Karriere
Shintarō Kokubu erlernte das Fußballspielen in der Jugendmannschaft von Ōita Trinita sowie in der Universitätsmannschaft der Ritsumeikan-Universität. Seinen ersten Vertrag unterschrieb er 2017 bei Ōita Trinita. Der Verein aus Ōita, einer Hafenstadt in der Präfektur Ōita auf der japanischen Insel Kyūshū, spielte in der zweithöchsten Liga, der J2 League. Ende 2018 wurde er mit dem Klub Vizemeister und stieg in die erste Liga auf. Nach dem Aufstieg wechselte er Anfang 2019 auf Leihbasis zum Drittligisten Giravanz Kitakyūshū nach Kitakyūshū. Ende 2019 feierte er mit dem Verein die Meisterschaft der dritten Liga und den Aufstieg in die zweite Liga. Für Giravanz absolvierte er insgesamt 62 Spiele. Nach Vertragsende bei Ōita unterschrieb er im Februar 2021 einen Vertrag beim Zweitligisten Montedio Yamagata.

## Erfolge
Ōita Trinita
- Japanischer Zweitligavizemeister: 2018  ▲

Giravanz Kitakyūshū
- Japanischer Drittligameister: 2019  ▲